# 2025年9月21日日食
2025年9月21日日食是一次日偏食，發生於2025年9月21日（東半球為9月22日）。新月當天（即朔日），地球上觀測到月球和太阳的角距離極小，此時月球如果恰好在月球交點附近，穿過太阳和地球之間，與地球、太阳接近一直線，則會出現日食。由於月球偏北或偏南，本影及偽本影從地球以北或以南經過而未接觸地表，只有半影覆蓋了地球北端或南端部分區域，形成日偏食。此次日偏食月球偏南，出現在大洋洲南部和南極洲部分地區。

此次日偏食過程中月影在地表移動的動畫

## 日食概況

### 出現區域
本次日偏食可在美拉尼西亞東南部、玻里尼西亞中南部及南極洲靠近太平洋的約三分之一看到。其中位於國際日期變更線以東的部分在9月21日看到日偏食，以西的部分則在9月22日看到日偏食。

### 基本參數
- 類型：日偏食
- 食分最大處（位於南極洲揚島西北約730公里的西南太平洋）資料：
  - 時間：2025年9月21日19:41:52.8
  - 地點：60°54′S 153°30′E / 60.9°S 153.5°E[3]
  - 食分：0.8551（日食帶內最大）[4]

## 相關的日食

### 2022-2025年的日食
月球交替位於相對的月球交點時，以半個交點年（食年），即約177天又4小時間隔出現下列日食。
| 日食列表  |           |           |           |           |           |           |           |           |           |           |           |
| 1997-2000 | 2000-2003 | 2004-2007 | 2008-2011 | 2011-2014 | 2015-2018 | 2018-2021 | 2022-2025 | 2026-2029 | 2029-2032 | 2033-2036 | 2036-2039 |

| 升交點                                    | 升交點                   |                            | 降交點                    | 降交點 |
| 沙羅周期                                  | 地圖                     | 沙羅周期                   | 地圖                      |        |
| 117 智利聖地亞哥的日偏食                  | 2022年4月30日 偏食（南） | 124 俄羅斯薩拉托夫的日偏食 | 2022年10月25日 偏食（北） |        |
| 129 發生於東帝汶的日全食現象              | 2023年4月20日 全環食     | 134 墨西哥坎佩切的日環食   | 2023年10月14日 環食       |        |
| 139 發生於美国,印第安纳波利斯的日全食現象 | 2024年4月8日 全食        | 144                        | 2024年10月2日 環食        |        |
| 149                                       | 2025年3月29日 偏食（北） | 154                        | 2025年9月21日 偏食（南）  |        |

### 沙羅周期
沙羅周期長度為18年11天。本次日食屬於沙羅周期154，共包含71次日食，依次為1917年7月19日至2025年9月21日的8次日偏食、2043年10月3日至2332年3月27日的17次日環食、2350年4月7日至2386年4月29日的3次全環食（亦稱混合食）、2404年5月9日至3035年5月29日的36次日全食、3053年6月8日至3179年8月25日的8次日偏食，總共歷時1262.11年。其中最長的全食發生於2530年7月25日，共持續4分50秒。
下表列舉了1901年至2100年間發生的屬於該周期的日食，是第1至11次：
| 1              | 2             | 3              |
| -------------- | ------------- | -------------- |
| 1917年7月19日  | 1935年7月30日 | 1953年8月9日   |
| 4              | 5             | 6              |
| 1971年8月20日  | 1989年8月31日 | 2007年9月11日  |
| 7              | 8             | 9              |
| 2025年9月21日  | 2043年10月3日 | 2061年10月13日 |
| 10             | 11            |                |
| 2079年10月24日 | 2097年11月4日 |                |

## 資料來源
1. ↑  樊忠玉. . 中国天文科普网.   [2018-01-30]. （原始内容存档于2014-09-17）.
2. ↑  Fred Espenak. . NASA Eclipse Web Site.   [2018-01-30]. （原始内容存档于2020-10-23）.（英文）
3. ↑  Fred Espenak. . NASA Eclipse Web Site.   [2018-01-30]. （原始内容存档于2020-10-22）.（英文）
4. ↑  Fred Espenak. . NASA Eclipse Web Site.   [2018-01-30]. （原始内容存档于2020-03-05）.（英文）
5. ↑  Fred Espenak. . NASA Eclipse Web Site.（英文）

## 外部連結
- NASA日食專頁（页面存档备份，存于）（英文）
- 可見區域圖和時間統計：由弗雷德·埃斯佩納克做出的日食預報，NASA/GSFC
  - 貝塞爾元素

| \| \| 日食 \|                             |                              |                                           |
| 上一次日食： 2025年3月29日日食 （日偏食） | 2025年9月21日日食 （日偏食） | 下一次日食： 2026年2月17日日食 （日環食） |
| 上一次日偏食： 2025年3月29日日食          | 2025年9月21日日食 （日偏食） | 下一次日偏食： 2029年1月14日日食          |
|                                           | 日食                         |                                           |